# Christopher George (remero)
Christopher George es un deportista británico que compitió en remo. Ganó dos medallas en el Campeonato Mundial de Remo, bronce en 1975 y oro en 1977.

## Palmarés internacional
| Campeonato Mundial | Campeonato Mundial       | Campeonato Mundial | Campeonato Mundial      |
| Año                | Lugar                    | Medalla            | Prueba                  |
| ------------------ | ------------------------ | ------------------ | ----------------------- |
| 1975               | Nottingham (Reino Unido) | Medalla de bronce  | Ocho con timonel ligero |
| 1977               | Ámsterdam (Países Bajos) | Medalla de oro     | Ocho con timonel ligero |